# Erreur d'arrondi
 (octobre 2018).
Si vous disposez d'ouvrages ou d'articles de référence ou si vous connaissez des sites web de qualité traitant du thème abordé ici, merci de compléter l'article en donnant les références utiles à sa vérifiabilité et en les liant à la section « Notes et références ».
Une erreur d'arrondi est la différence entre la valeur approchée calculée d'un nombre et sa valeur mathématique exacte. Des erreurs d'arrondi naissent généralement lorsque des nombres exacts sont représentés dans un système incapable de les exprimer exactement. Les erreurs d'arrondi se propagent au cours des calculs avec des valeurs approchées ce qui peut augmenter l'erreur du résultat final.
Dans le système décimal des erreurs d'arrondi sont engendrées, lorsqu'avec une troncature, un grand nombre (peut-être une infinité) de décimales ne sont pas prises en considération. Ce processus d'arrondi apporte des gains de temps de calcul au mépris de la précision.
En informatique, les ordinateurs représentent les nombres réels sur un nombre fini de bits (représentation en nombres réels à virgule flottante), ce qui ne permet la représentation exacte que d'un petit sous-ensemble des réels. Ainsi, la plupart des calculs conduisent à des résultats approchés qui résultent de la finitude de la représentation.
L'analyse numérique essaie spécifiquement d'évaluer l'erreur lorsque sont utilisés des approximations de solutions d'équations ou des algorithmes numériques, plus particulièrement quand un nombre fini de chiffres est utilisé pour  la représentation des nombres réels.

## Exemple
| Notation | Représentation                  | Valeur approchée      | Erreur                          |
| -------- | ------------------------------- | --------------------- | ------------------------------- |
| 1/7      | 0,142 857...                    | 0,142 857             | 1/7000 000                      |
| ln 2     | 0,693 147 180 559 945 309 41... | 0,693 147             | 0,000 000 180 559 945 309 41... |
| log10 2  | 0,301 029 995 663 981 195 21... | 0,3010                | 0,000 029 995 663 981 195 21... |
| ∛ 2...   | 1,259 921 049 894 873 164 76... | 1,25992               | 0,000 001 049 894 873 164 76... |
| √ 2...   | 1,414 213 562 373 095 048 80... | 1,41421               | 0,000 003 562 373 095 048 80... |
| e        | 2,718 281 828 459 045 235 36... | 2,718 281 828 459 045 | 0,000 000 235 36...             |
| π        | 3,141 592 653 589 793 238 46... | 3,141 592 653 589 793 | 0,000 000 238 46...             |

Il y a au moins deux manières d'obtenir une représentation décimale limitée d'un nombre et de l'arrêter à une position donnée :
- en coupant ou en tronquant, c'est-à-dire en supprimant simplement tous les chiffres à partir d'une position donnée :

{\displaystyle 0,{\underline {142857}}...\simeq 0,142} (en tronquant à la 3e décimale) ;
- en arrondissant, c'est-à-dire en additionnant 5 au chiffre suivant une décimale donnée, puis en coupant à partir de la décimale. Le résultat peut être arrondi par défaut ou par excès :
  - {\displaystyle 0,{\underline {142857}}...\simeq 0,14286} (arrondi par excès à la 5e décimale : on ajoute 5 à la sixième décimale : {\displaystyle 0,142857+0,000005=0,142862} et l'on tronque à la cinquième) ;
  - {\displaystyle 0,{\underline {142857}}...\simeq 0,14} (arrondi par défaut à la 2e décimale :  on ajoute 5 à la troisième décimale : {\displaystyle 0,142+0,005=0,147} et l'on tronque à la deuxième).